# Krig og fred
 For alternative betydninger, se Krig og fred (flertydig). (Se også artikler, som begynder med Krig og fred)
Krig og fred (russisk: Война́ и мир, tr. Vojná i mir) er en verdenskendt roman af den russiske forfatter Lev Tolstoj udgivet i 1869. Den og Anna Karenina fra 1877 er Tolstojs vigtigste romaner.

## Handling
Krig og fred foregår i perioden 1805-1812 og kredser om det russiske folks oplevelser af optakten til og forløbet af Napoleons felttog i Rusland i 1812, set primært fra synsvinklerne af fem forskellige familier fra det russiske aristokrati, et stort antal bipersoner og deres liv i de dramatiske, verdenshistoriske begivenheder. Romanen handler om enkeltpersoner og deres betragtninger om deres liv og meningen med det. Nogle af dialogerne er skrevet på fransk, som var overklassens daglige sprog i Rusland før revolutionen.

## Persongalleri
Udvalgte personer fra det meget omfattende persongalleri
Familien Rostov
- Ilja Rostov, greve
- Naralja Rostova, grevinde
- Nikolaj Iljitj Rostov, ældste søn, greve og officer
- Vera Rostova, ældste datter, komtesse
- Natalja ("Natasja") Rostova, yngste datter, komtesse
- Pjotr Rostov, yngste søn, greve

Familien Bolkonskij
- Nikolaj Bolkonskij, fyrste, pensioneret general
- Andrej Bolkonskij, hans søn, fyrste, adjudant
- Marja Bolkonskaja, hans datter, prinsesse

Familien Bezukhov
- Kirill Bezukhov, meget rig greve
- Pjotr ("Pierre") Bezukhov, uægteskabelig søn, senere greve

Familien Kuragin
- Vasilij Kuragin, fyrste
- Alina Kuragina, fyrstinde
- Ippolit ("Hippolyte") Kuragin, ældste søn, fyrste
- Anatolij ("Anatole") Kuragin, yngste søn, fyrste
- Jelena ("Hélène") Kuragina, datter, prinsesse, senere gift med Pierre Bezukhov

Familien Drubetskoj
- Anna Drubetskaja, fyrstinde, fattig, men af gammel fornem slægt
- Boris Drubetskoj, fyrste, hendes søn, officer
- Julie Karagina, rig arving, senere gift med Boris Drubetskoj

Andre fiktive personer
- Anna Scherer, hofdame hos enkekejserinden, salonværtinde
- Fjodor Dolokhov, officer
- Vasilij Denisov, officer og ven med Nikolaj Rostov

Historiske personer
- Aleksandr 1., zar af Rusland
- Napoleon Bonaparte, kejser af Frankrig
- Mikhail Kutuzov, fyrste, general, øverstbefalende for den russiske hær i 1805 og 1812
- Mikhail Barclay de Tolly, russisk general, krigsminister og øverstbefalende før og efter Kutuzov

## Betydning
Den sovjetiske forfatterforening holdt til i Moskva i en firlænget gård, der oprindelig tilhørte den greve der stod model til Rostov i Krig og fred. Rostovs datter Natasja er delvis inspireret af Tatjana, yngste søster til Tolstojs kone. Tolstoj holdt meget af pigen og udødeliggjorde episoder fra hendes liv i skildringen af Natasja Rostova. 

## Danske oversættelser
I 1885 blev den franske udgave fra 1879 oversat til dansk. Edvard Brandes tog æren for oversættelsen, der i virkeligheden var foretaget af Paul Gauguins kone, Mette Sofie Gad. I 1884 forberedte Brandes og Viggo Hørup tilblivelsen af Politiken og behøvede en føljeton – den løbende roman som datidens aviser bragte et dagligt afsnit fra. Brandes var kommet over Krig og fred, der forelå i fransk oversættelse. I sin forreklame for Politiken lovede han læserne en føljeton "af betydelig Underholdningsværdi"; og Mette Gauguin blev sat i gang med at oversætte Krig og Fred til dansk. Brandes solgte også oversættelsen til Gustav Philipsens forlag, som udgav romanen som hefter i subskription. Brandes havde planlagt et forord til udgivelsen, men nåede ikke at skrive det og lod i stedet Philipsen skrive på titelbladet "udgivet på dansk af Edvard Brandes". Til J.P. Jacobsen forklarede Brandes at "det er en Dame, hvem jeg laaner mit Navn". Mette Gauguin gik glip af æren og modtog ovenikøbet en ringe betaling, kun kr 15,- pr ark ( = ca. 2000 kr. i 2021).
I 1895-1896 kom en ny udgave, direkte oversat fra russisk af W. Gerstenberg. Den seneste ufuldstændige oversættelse blev foretaget af flere personer i 1956; Marie Tetzlaff anvendte denne udgave, som hun reviderede og kompletterede i 2004 til en version, der nu er tilgængelig i Danmark.

## Filmatiseringer
Romanen er flere gange filmatiseret. En sovjetisk version fra 1966-67 varer over syv timer og vandt en Oscar i kategorien bedste udenlandske film; den i Vesten måske bedst kendte filmversion er fra 1956 med Audrey Hepburn og Henry Fonda. 